# Schaffhausen (district)
Het district Schaffhausen was tot juli 1999 een bestuurlijke eenheid binnen het kanton Schaffhausen in Zwitserland. 
Tot het district behoorden de volgende gemeenten:
- Bargen
- Beringen
- Buchberg
- Hemmental
- Merishausen
- Neuhausen am Rheinfall
- Rüdlingen
- Schaffhausen